# Je maintiendrai

Wappen der Niederlande.

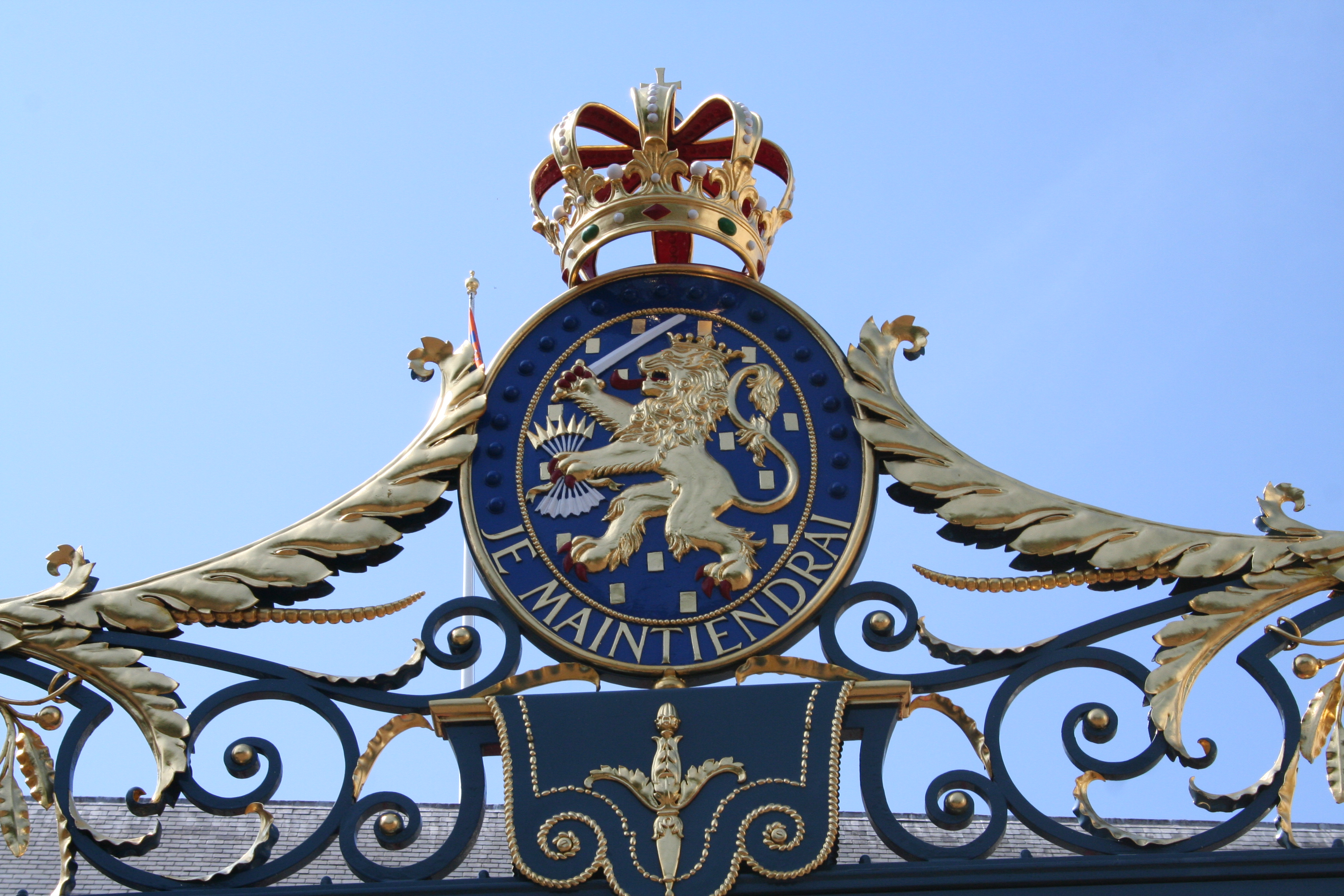
Wappen mit Wahlspruch über dem Eingang des Paleis Noordeinde.

Je maintiendrai (französisch Ich werde bewahren / aufrechterhalten) ist der Wahlspruch der Niederlande, der auch im Wappen des Landes geführt wird. Es ist zugleich die Devise des luxemburgischen Ordens der Resistenz.

## Geschichte
Der Wahlspruch war seit der Zeit des Statthalters Wilhelm I. der Wahlspruch des Hauses Oranien-Nassau. 
Ursprünglich gehörte er dem Fürstentum Orange in Frankreich, das ein Wappen mit diesem Wahlspruch seit der Zeit seiner Entstehung führte. Der letzte Fürst von Orange aus dem Hause Chalon war Philibert de Chalon, der 1530 kinderlos starb. Sein Erbe war sein Neffe Renatus von Nassau, Sohn des Grafen Heinrich III. von Nassau und Philiberts Schwester Claudia von Chalon. Renatus erbte damit das Fürstentum Orange unter der Bedingung, dass er den Namen und das Wappen von Chalon annehmen würde. Er ist daher als Renatus von Chalon bekannt und nahm das Wappen von Chalon an, mit dem Motto „Je maintiendray Châlons“.
Als Renatus selbst 1544 starb, ohne eheliche Kinder zu hinterlassen, war sein Neffe Wilhelm von Nassau sein Erbe, Sohn seines Onkels Wilhelm „der Reiche“ und Juliana von Stolberg. Der Erbe wurde als Wilhelm von Oranien bekannt. Wilhelm von Oranien nahm sein eigenes Wappen an und änderte Renatus’ Spruch in „Je maintiendray Nassau“'. Seine Nachfolger haben das Wort „Nassau“ weggelassen.
In einem Brief vom Januar 1565 gab Wilhelm von Oranien die folgende Erklärung zu seinem Wahlspruch:
Je maintiendrai la vertu et noblesse.

Je maintiendrai de mon nom la haultesse.

Je maintiendrai l’honneur, la foy, la loy

de Dieu, du Roy, de mes amys et moy.
zu Deutsch:
Ich werde bewahren die Tugend und den Adel.

Ich werde bewahren meines Namens Hoheit.

Ich werde bewahren die Ehre, den Glauben, das Gesetz

von Gott, König, meiner Freunde und mir.
Mit der Wahl Wilhelms I. zum König der Vereinigten Niederlande am 24. August 1815 nahm er das Motto „Je maintiendrai“ ins Wappen des Königreichs auf, das auch das Wappen des Königs ist. Nach der Trennung von Belgien 1830 verblieb der Wappenspruch im Königreich der Niederlande.